# Anterhynchium angulatum
Anterhynchium angulatum är en stekelart som först beskrevs av Henri Saussure.  Anterhynchium angulatum ingår i släktet Anterhynchium och familjen Eumenidae. Inga underarter finns listade i Catalogue of Life.